# Karolina Gruszka
Karolina Gruszka (Warschau, 13 juli 1980) is een Poolse actrice.